# Єрківці (Лубенський район)
Є́рківці — село в Україні, у Хорольській міській громаді Лубенського району Полтавської області. Населення становить 276 осіб.

## Географія
Село Єрківці знаходиться на лівому березі річки Сула, вище за течією примикає село Шершнівка, нижче за течією на відстані 2,5 км розташоване село Тарасівка. Річка в цьому місці звивиста, утворює лимани, стариці та заболочені озера.

## Історія
За Гетьманщини село Єрківці входило до 2-ї Лубенської сотні Лубенського полку. 
Зі скасуванням полково-сотенного устрою на Лівобережній Україні село перейшло до Лубенського повіту Київського намісництва.
У ХІХ ст. Єрківці перебували у складі Засульської волості Лубенського повіту Полтавської губернії.
З 1917 — у складі УНР, з 1918 — у складі Української Держави Гетьмана Павла Скоропадського. З 1921 — режим комуністів.
Станом на 1946 рік до Єрковецької сільської ради Покровсько-Багачанського району входили також хутори Драбенки, Рудики та Середи.
Пізніше Єрківці, до 2015 р., перебували у складі Тарасівської сільської ради Хорольського району. Після чого, до 2020 р. були у складі Покровськобагачанської сільської громади, а вже після її скасування перейшли до Хорольської територіальної громади.
12 червня 2020 року, відповідно до розпорядження Кабінету Міністрів України № 721-р «Про визначення адміністративних центрів та затвердження територій територіальних громад Полтавської області», село увійшло до складу Хорольської міської громади..
19 липня 2020 року, в результаті адміністративно - територіальної реформи та ліквідації Хорольського району, село увійшло до складу новоутвореного Лубенського району.

## Політика

### Парламентські вибори, 2019
На позачергових парламентських виборах 2019 року у селі функціонувала окрема виборча дільниця № 530899, розташована у приміщенні клубу.
Результати
- зареєстровано 145 виборців, явка 84,14%, найбільше голосів віддано за «Слугу народу» — 69,67%, за Радикальну партію Олега Ляшка — 7,38%, за Всеукраїнське об'єднання «Батьківщина» — 5,74%.[6] В одномандатному окрузі найбільше голосів отримала Анастасія Ляшенко (Слуга народу) — 40,83%, за Фахраддіна Мухтарова (самовисування) — 20,00%, за Костянтина Іщейкіна (самовисування) — 14,17%[7].